# کارهای روزمره
کارهای روزمره زندگی یا کارهای زندگی روزمره یا به اختصار، «کارْز» (ADLها؛ به انگلیسی: Activities of daily living) اصطلاحی در حوزهٔ مراقبت‌های بهداشتی برای اشاره به کارهای خودمراقبتیِ روزانهٔ یک فرد به کار می‌رود. متخصصان بهداشت اغلب از توانایی یا ناتوانیِ فرد در انجامِ کارزها به عنوان معیاری برای بررسی وضعیتِ عملکردیِ مددجو بهره می‌برند. مفهومِ کارز در ابتدا در دهه ۱۹۵۰ توسط سیدنی کاتز و تیمش در بیمارستانِ بنجامین رز در کلیولندِ اوهایو پیشنهاد شد. از آن زمان تا کنون، پژوهشگرانِ پُرشماری مفهومِ کارز را گسترش داده‌اند. مانند نمونه، بسیاری از شاخص‌هایی که کارز را ارزیابی می‌کردند، اکنون معیارهای تحرکِ مددجو را هم در خود جای داده‌اند.
در سال ۱۹۶۹، لاتون و برودی، مفهوم «کارهای وسیله‌ای (ابزاری) روزانه زندگی» (کورْز، IADL) را برای به‌تصویرکشیدنِ طیف گسترده‌ای از فعالیت‌هایی که از زندگیِ مستقل پشتیبانی می‌کنند توسعه دادند. این مفهوم‌ها اغلب در مراقبت از افرادِ معلول، آسیب‌دیده و سالمندان استفاده می‌شوند. کودکانِ کوچک‌تر اغلب برای انجامِ کارز به کمک بزرگسالان نیاز دارند چون هنوز مهارت‌های لازم برای انجامِ مستقل آن‌ها توسعه نیافته‌اند. افزایشِ سن و ناتوانی، که افراد را در گروه‌های سنی گوناگون تحت تأثیر قرار می‌دهد، می‌تواند به اندازهٔ چشمگیری زندگیِ روزمرهٔ افراد را دگرگون کند. چنین دگرگونی‌ها باید با دقت مدیریت شوند تا به سلامت و تندرستی خدشه وارد نشود.
کارهای معمولِ زندگیِ روزمره (کارزها) شامل تغذیهٔ خود، حمام‌کردن، لباس‌پوشیدن، نظافت، کارکردن، خانه‌داری و مدیریت بهداشت شخصی پس از استفاده از توالت است. شماری از نظرسنجی‌های ملی در ایالات متحده، داده‌هایی را در مورد وضعیت کارزِ جمعیتِ کشورِ نام‌برده جمع‌آوری کرده‌اند. اگرچه تعاریفِ اولیهٔ کارزها مشخص شده است اما آنچه به‌طور خاص یک کارزِ ویژه را تشکیل می‌دهد می‌تواند برای هر فرد متفاوت باشد. سابقه فرهنگی و سطح تحصیلات از جمله عواملی اند که می‌توانند بر درکِ فرد از توانایی‌های عملکردیِ خودش تأثیر بگذارند.
کارزها به دو دستهٔ وظایفِ اساسیِ خودمراقبتی (که معمولاً در دوران نوزادی یادگرفته می‌شوند) یا وظایف ابزاری (که عموماً در دوران نوجوانی یادگرفته می‌شوند) طبقه‌بندی می‌شوند. فردی که نمی‌تواند کارزهای ضروری را انجام دهد شاید کیفیتِ زندگیِ پایین‌تری داشته باشد یا در شرایطِ فعلیِ زندگیِ خود، ناامن باشد؛ بنابراین، ممکن است به کمک افراد دیگر و/یا وسایل مکانیکی نیاز داشته باشد. نمونه‌هایی از دستگاه‌های مکانیکی برای کمک به کارزها عبارتند از: صندلی‌های بالابر برقی، نیمکت‌های انتقالِ وان و رمپ‌ها برای جایگزینی پله‌ها.

## کارزهای پایه
کارزهای پایه عبارت اند از وظایف خودمراقبتی، شاملِ:
- حمام‌دستشویی‌کردن
- بهداشت فردی و خودپیرایی که شامل شانه‌زدن و اصلاحِ مو می‌شود.
- لباس‌پوشیدن
- بهداشت در دستشویی شامل رفتن به دستشویی، شستنِ خود پس از اجابت مزاج و خروج از آن
- «تحرک» و «انتقال» شامل راه‌رفتن، نشستن و برخاستن از تخت و صندلی. تعریفِ گسترده‌تر: حرکت از یک مکان به مکان دیگر حین انجام فعالیت‌ها
- تغذیهٔ خود: غذاخوردن به تنهایی

مقیاسِ استقلالِ عملکردی (FIM) ابزاری است که در سال ۱۹۸۳ توسعه یافته‌است و از یک درجه‌بندیِ ۰ تا ۷ برای ارزیابی کارزهای مختلف بر اساس سطحِ کمکِ موردِ نیاز پیروی می‌کند.  نمره ۷ می‌نمیاند که فرد مستقل است، در حالی که نمره ۰ نشان می‌دهد که فرد نمی‌تواند بدون کمک فعالیت‌هایش را انجام دهد.
۰ - درست کارش را انجام نمی‌دهد. (Activity Does Not Occur)
۱ - کاملا نیازمند یاری. (Total Assistance)
۲ - نیازمند یاری حداکثر. (Maximal Assistance)
۳ - نیازمند یاری متوسط. (Moderate Assistance)
۴ - نیازمند یاری حداقل. (Minimal Assistance)
۵ - نیازمند نظارت. (Supervision or Setup)
۶ - نیازمند اصلاح. (Modified Independence)
۷ - کاملا مستقل. (Complete Independence)
هرچند مرسوم نیست ولی یادیارِ «مرگ» هم در بازتعریفِ کارزها مشکل‌گُشا است: لباس پوشیدن/حمام‌کردن، غذاخوردن، سرِ پا بودن (حرکت/پیاده‌روی)، دستشویی‌کردن و بهداشت.

## کارزهای ابزاری (کورزها)
کورزها (IADL) برای عملکرد اساسیِ روزانه ضروری نیستند اما فرد را قادر می‌سازند تا سطحی از استقلال را در یک جامعه به دست آورد.
- خانه‌داری
- مدیریتِ پول (دخل و خرج)
- حرکت درونِ جامعه
- غذادرست‌کردن
- خریدِ موادِ غَذایی و دیگرملزومات
- مصرفِ داروهایِ تجویزی
- استفاده از تلفن یا سایرِ اَشکالِ ارتباطی

کاردرمانگران اغلب کورزها را در طولِ ارزیابی بیمار می‌سنجند. انجمن کاردرمانی آمریکا، ۱۲ گونه کورز را شناسایی کرده‌است که ممکن است به صورت جداگانه یا به عنوان فعالیتِ مشترک با دیگران انجام شوند.
- مراقبت از دیگران (مانند انتخاب و نظارتِ مراقبان)
- مراقبت از جانورانِ خانگی
- کودک‌پَروَری
- مدیریتِ ارتباطات
- تحرک اجتماعی
- مدیریتِ مالی
- مدیریت و نگهداریِ سلامت
- تأسیس و نگهداری از خانه
- آماده‌سازی و پاک‌سازی غذا
- انجامِ فرایضِ احتمالیِ دینی
- رویه‌های ایمنی و واکنش‌های اضطراری
- خريدكردن

## درمان
کاردرمانگران، برای درمان ناتوانی‌های ناشی از افزایش سن یا آسیب‌های جسمی و روانی، مداخلاتِ درمانی برای بازسازیِ مهارت‌هایِ موردِ نیازِ حفظ، بازیابی یا افزایشِ استقلال فرد در تمام کارهای روزمره زندگی را ارزیابی کرده و از آنها استفاده می‌کنند.
فیزیوتراپیست‌ها از تمرین‌هایی برای کمک به بیماران برای حفظ و بهبود استقلال در کارزها استفاده می‌کنند. برنامهٔ تمرینی، متناسب با کمبودهایِ ویژهٔ بیمار است که شاید شامل سرعتِ راه‌رفتن، قدرت، تعادل و هماهنگی بشود. سرعتِ پایینِ راه‌رفتن با افزایشِ خطر سقوط مرتبط است. بنابراین، تمرین‌هایی که سرعتِ راه‌رفتن را افزایش می‌دهند برای پیاده‌رویِ ایمن‌تر و کاربردی‌تر بسیار مهم هستند. پس از آغازِ یک برنامهٔ ورزشی، حفظِ روال مهم است در غیر این صورت، مزایای آن از بین خواهند رفت. برای بیماران ضعیف، ورزشِ منظم برای حفظ استقلالِ عملکردی و جلوگیری از نیاز به کمک خارجی یا قراردادنِ او در یک مرکز مراقبتِ طولانی‌مدت، حیاتی است.

## مراقبت از بیمار
مهارت‌های کمک به کارزهذ در پرستاری و سایر حرفه‌ها مانند کمک‌پرستاری در بیمارستان‌ها، خانه‌هایِ سالمندان، موسساتِ ارائهٔ تسهیلاتِ زندگیِ کمکی (لوازم پزشکی) و سایر زمینه‌های مراقباتِ طولانی‌مدت مورد نیاز اند. کمک‌رسانی‌هایی مانند آنچه پیشتر در همین مقاله گفته شده: کمک به تحرک بیمار مانند وقتی که بنابر دستور پزشک باید کاملا در تخت باشد و همچنین کمک‌های بهداشتی که ممکن است شامل حمام‌کردن در رختخواب و کمک به دفع ادرار و مدفوع باشد. کمک‌مراقبانِ شخصی، ملزم به رعایت استانداردهای تعیین‌شدهٔ مراقبت هستند. برای کسانی که نیاز به کمک‌مراقبتِ بیش از ۲۰ ساعت در هفته دارند، پشتیبانی در ازای دستمزد تعریف شده‌است. یک سنجش در سال ۲۰۰۸ نمایاند که کمکِ شخصی شاید مزایایی را برای برخی از افرادِ پیر و مراقبانِ غیررسمی آنها ارائه دهد. پژوهش‌های بیشتری برای ارزیابی کاراییِ مدل‌های گوناگونِ کمکِ شخصی و هزینه‌هایِ کلیِ آنها مورد نیاز است.

## نیازمندی‌های مُراقِب
در مراکزِ مراقبتِ مسکونیِ جامعه، ضروری است که دستیاران شخصی، پزشکان و پرستاران بدانند که بیماری می‌تواند وضعیتِ روانی بیمار را دچار دگرگونی کند و بَر واکنش‌های آن‌ها نسبت به تغییر، تأثیر بگذارد و احتمالاً منجر به رفتارهایی مانند بی‌حوصلگی یا هوس‌بازی شود. ارائهٔ صبورانهٔ مراقبت‌ها، درایت، تمرکز، انضباط و دلسوزی برای ایجادِ اعتمادِ متقابل با بیماران، حفظ اعتمادبه‌نفسِ ایشان و پشتیبانی از موفقیتِ درمان و بهبودی بیماران، ضروری است.
افزون بر روحیه، مراقبت از ظاهرِ ماجرا هم ضروری است. لباس‌ها باید تمیز، اتوکشیده و مرتب باشند. مو باید مرتب باشد؛ دست‌ها باید تمیز باشند و ناخن‌ها باید کوتاه شده باشند. استفادهٔ معقول و متعادل از لوازمِ آرایشی، عطر و جواهرات هم سفارش می‌شود. بسیاری از مراکز بهداشتی و درمانی، لباس‌فرم‌های ویژه‌ای را برای مراقبان معرفی کرده‌اند. از آنجایی که مراقبتِ پرستاری نیاز به توجه و انرژی زیادی دارد، پرستاران و بهیاران، اغلب دوره‌های اضافی‌ای برای آموزش را از سَر می‌گذرانند. مراقبت‌های پرستاری معمولا به مراقبت‌های عمومی و تخصصی تقسیم می‌شوند. مشکلاتِ خاصی هنگامِ مراقبت از بیماران وخیم‌الحال ایجاد می‌شود. یک فضای کار سالم، عاملی مهم است. اگر مراقبان بدرفتاری کنند یا عصبانیت به خرج دهند، همین برخورد را از بیماران دریافت خواهند کرد و برعکس.

## نیازمندی‌هایِ مراقبتِ ویژه

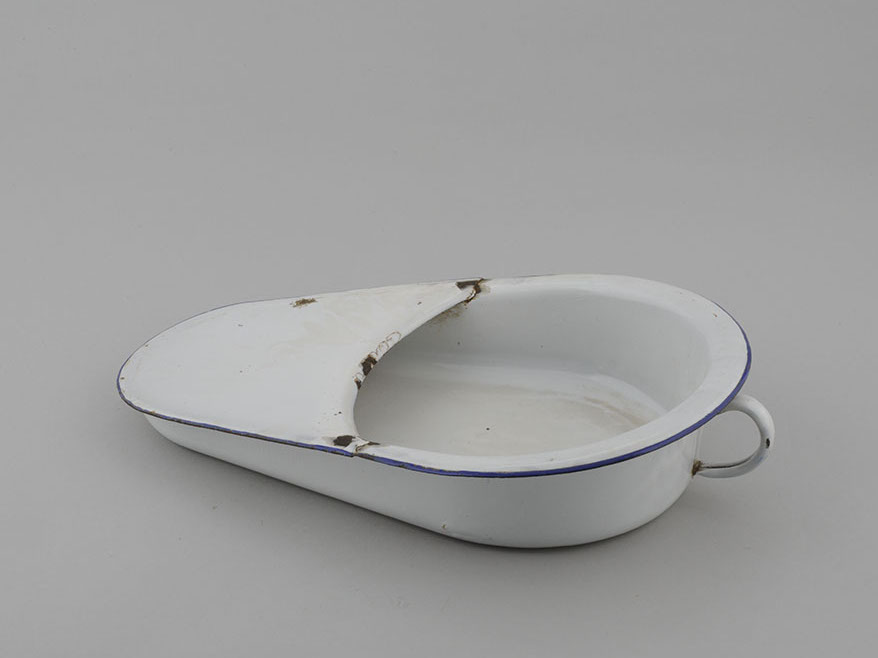
یک تشتک شکستگی که برای کسانی که دچار شکستگیِ لگن هستند به کار می‌رود.

### تحرک
بیمارانی که بی‌حرکت اند باید حداقل هر دو ساعت یکبار برای جلوگیری از پیدایشِ زخم‌های فشاری که معمولا به عنوان زخم بستر شناخته می‌شوند، موقعیتشان را تغییر دهند. جابجاییِ بیماران بستری در بیمارستان مزایای دیگری هم مانند کاهشِ خطرِ ترومبوز سیاهرگی عمقی و کاهشِ کم‌کاریِ بدن دارد. برای محافظت از سَر بیمار در برابر آسیب در هنگام تغییر موقعیت، معمولاً یک بالش در سر تخت قرار می‌گیرد. برای بالابردن یک بیمارِ بستری در رختخواب، مراقبان از یک ملحفهٔ کاهندهٔ اصطکاک یا ابزارهای مشابه استفاده می‌کنند.

### حمام‌کردن
حمام در تخت شامل استفاده از پتوی حمام برای پوشاندن بیمار و حُصولِ اطمینان از صرفاً درمعرضِ دید‌بودن قسمتِ در حالِ شستشو است. این کار حریم خصوصی را حفظ می‌کند و بیمار را مطمئن و گرم نگه می‌دارد. به طور معمول، ابتدا چشم‌ها با استفاده از آبِ بی‌صابون (تا چشم‌ها نَسوزند) تمیز می‌شوند. هر چشم باید از گوشهٔ داخلیِ نزدیکِ بینی به سمت بیرون تمیز شود تا از انتقالِ زباله به مجرای اشک جلوگیری شود. برای این کار هم از قسمتِ تمیزِ پارچه استفاده می‌شود یا پارچه را پیش از تمیزکردن چشمِ دوم آب می‌کشند تا از پخش‌شدنِ هر آشغال جلوگیری شود. پس از شستشوی هر قسمت، قسمتِ شسته‌شده باید خشک شود.
در مراقبت از میان‌دوراه از شیوه‌نامهٔ خاصی پیروی می‌شود تا انتقالِ ریزاندامگان به حداقل برسد. میان‌دوراه باید از کمترین آلودگی تا آلوده‌ترین ناحیه‌اش شسته شود. ششتشوی این ناحیه در زنان از ناحیه شرمگاهی به سمت ناحیه مقعدی انجام می‌شود و نه برعکس. برای مردان، ابتدا نوک آلت تناسلی و سپس طرفین (به دور از دهانهٔ مجرای ادرار) تمیز می‌شوند. اگر نَرِ موردِ مراقبت ختنه نشده باشد، پوست ختنه‌گاه را به آرامی جمع می‌کنند، می‌شویند و سپس فوراً به موقعیت اولیه خود باز می‌گردانند تا از محدود‌شدن گردشِ خون جلوگیری شود. در کودکان پوستِ ختنه‌گاه را جمع نمی‌کنند تا آسیبی وارد نشود.

### دستشویی‌کردن
تشتک برای دفعِ مدفوعِ بیمارانی که روی تخت بسته شده‌اند همچنین برای دفع ادرار برای خانم‌ها به کار می‌رود. سَر تخت برای کمک به اجابت مزاج بالا بُرده می‌شود.

### لباس‌پوشیدن
برای افرادی که یک طرفِ بدنشان (مثلاً به دلیل سکته مغزی) ضعیف‌تر از بخشِ دیگر است، توصیه می‌شود که ابتدا لباسِ سمت ضعیف‌تر را با بازوی قوی‌تر بپوشانند. برعکس، هنگام درآوردن لباس، ابتدا باید لباسِ طرف قوی‌تر را از تن خارج نمود.

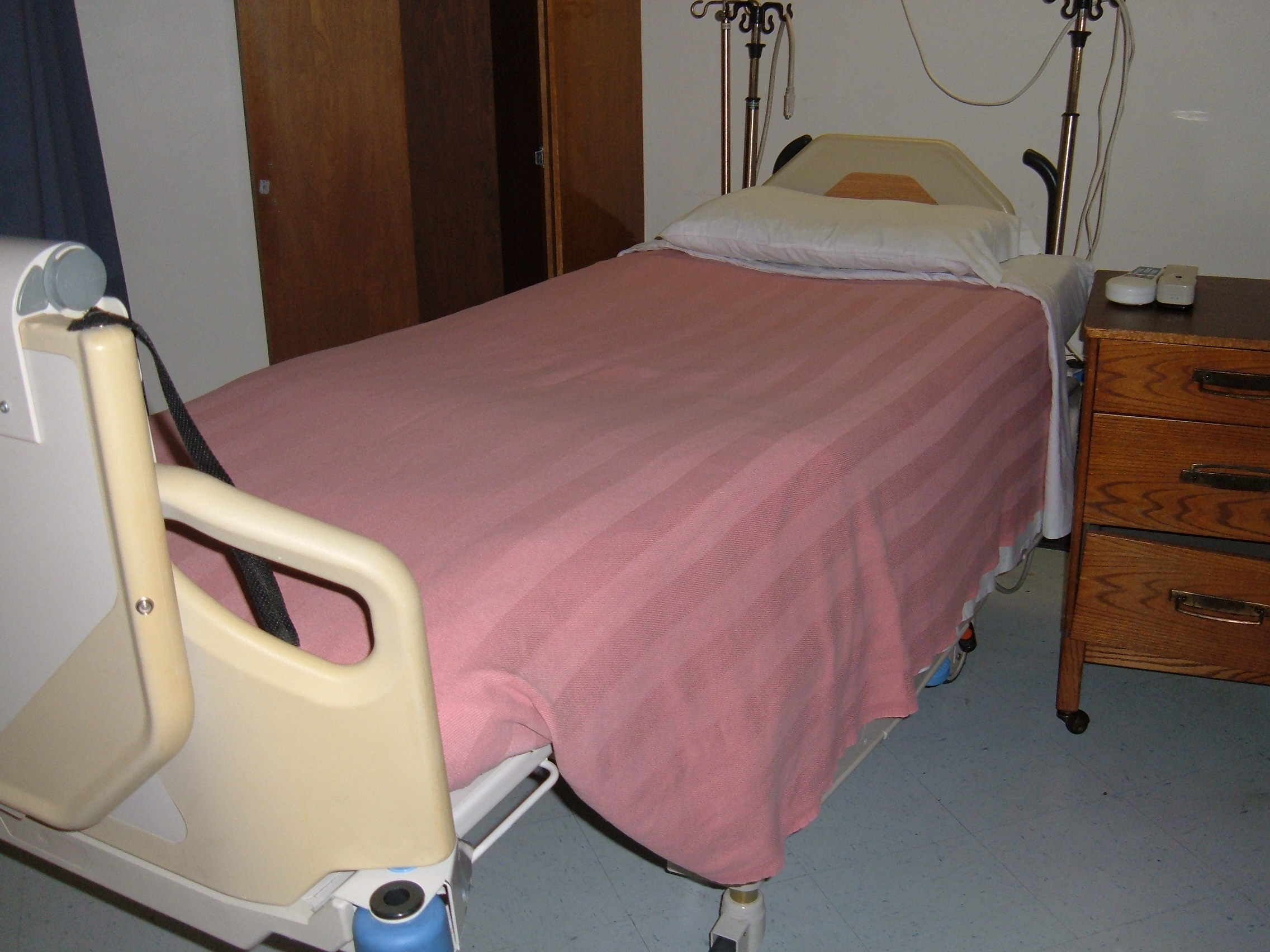
تختِ بیمارستانی با گوشه‌های مُنقطع

غالبا یک طرفِ تختِ کسانی به سختی از رختخواب خارج می‌شوند، باز است. با این حال، برای بیمارانی که غلتیدن به پهلو برایشان منع شده مانند بیمارانی که پس از جراحی تعویض مفصل ران در حالِ بهبود اند، این روند جایز نیست و باید اصلاح شود. به این بیماران کمک می‌شود تا در وضعیتِ نشسته و نیمه‌نشسته قرار گیرند و حفاظِ نیمهٔ بالایی تخت هم برایشان تعبیه می‌شود. پس از تکمیل، سپس به بیمار کمک می‌شود تا در حالی که نیمهٔ پایین تخت آماده می‌شود، دراز بکشد.

### غذادادن
برای حفظِ عزت نفس، بیماران تا حد امکان در مراقبت از خودشان مشارکت دارند. ترجیحاتِ ایشان برای ترتیبِ مصرفِ موادِ غذایی محترم است. چاشنی‌ها و غذاها با توجه به ترجیحاتِ هر بیمار تهیه می‌شوند. مایعات کافی هم همراه با غذای ایشان تهیه می‌شود. وسایلِ کمکیِ ضروری مانند دندان مصنوعی، سمعک و عینک، پیش از صَرفِ غذا در محل قرار می‌گیرند. بهداشتِ دهان و دندان پس از غذاخوردن مهم است که شامل مسواک‌زدن، تمیزکردن دندانِ مصنوعی و استفاده از دهان‌شویه می‌شود. برای مبتلایان به دیسفاژی، بیماران باید تحت احتیاطاتِ آسپیراسیون قرار بگیرند. میزانِ تغذیه و اندازهٔ گازگرفتن با توجه به تحملِ هر بیمار تنظیم می‌شود. اصلاحاتِ رژیمِ غذایی، همانطور که توسطِ مشاورهٔ تغذیه توصیه می‌شود، می‌توانند شامل خردکردن، چرخ‌کردن، پوره‌کردن یا افزودنِ قوام‌دهندگان برای آسان‌ترکردنِ بلع باشند. برای بیمارانِ مبتلا به اختلالات بینایی، معمولاً از قیاس صفحه ساعت برای توصیف موقعیت مواد غذایی برایشان استفاده می‌شود. از نِی هم استفاده می‌شود مگر اینکه به خاطر دیسفاژی منع مصرف داشته باشد.

### جلوگیری از خودکشی
برای افرادی که مراقبتِ خودکشی دریافت می‌کنند، وعده‌های غذایی در ظروف پلاستیکی یا کاغذی همراه با ظروف پلاستیکی (به استثنای چاقو) ارائه می‌شوند و استفاده از اشیاءِ تیز فقط تحتِ نظارتِ مستمرِ کارکنان برایشان مجاز است.

### آماده‌سازی تخت
یک روتختی روی تشکِ تختِ بیمارستان قرار می‌گیرد. اغلب، یک ورق کشش (Draw Sheet؛ که به عنوان ورقِ حرکت هم شناخته می‌شود) هم در زیر بیمار قرار می‌گیرد. برگه کشش معمولاً برای تسهیلِ بلندکردن یا تغییر موقعیت بیمار استفاده می‌شود. ملحفه‌هایی که در زیر بیمار قرار گرفته‌اند، به گونه‌ای که از ایجاد چین و چروک جلوگیری شود نگه‌داری می‌شوند تا به پوست آسیب نرسانند. سپس یک ملحفهٔ رویی و یک پتو روی تخت قرار می‌گیرد که گوشه‌های آن به‌خوبی کشیده شده‌است.

### مراقبت از زخم
پانسمان‌های زخم را می‌توان به چند نوعِ پانسمان‌های هیدروکلوئیدی، هیدروژل، آلژینات، کلاژن، فوم، شفاف و پارچه‌ای تقسیم‌بندی کرد.

## ارزیابی
شاخص‌های پُرشماری برای ارزیابی کارهای روزمره زندگی (کارزها) و و کارهای وسیله‌ایِ (ابزاریِ) زندگی (کورزها) وجود دارند مانند مقیاس بریستول.
در حوزه ناتوانی، شاخص‌هایی برای به‌دست‌آوردنِ بازیابیِ عملکردی در انجام کارزها ایجاد شده‌است مانندِ شاخص استقلال عملکردی که برای ارزیابی در طیف گسترده‌ای از ناتوانی‌ها طراحی شده‌است و همچنین شاخص استقلال آسیب نخاعی که برای ارزیابی شرکت‌کنندگانی در نوع خاصی از ناتوانی طراحی شده‌است.
مدل‌های خدمات مراقبتی بسیاری هم اصل ارزیابی کارزها را در خود گنجانده‌اند.
فناوری محاسباتیِ فراگیری هم برای تعیینِ سلامتی سالمندانی که به طور مستقل در خانه‌های خود می‌زیَند در نظر گرفته شده‌است.

### پژوهش
ارزیابیِ کارزها به طور فزاینده‌ای در مطالعات همه‌گیرشناختی به‌عنوان معیاری برای سلامت در زندگی که منحصراً بر بیماری‌های خاص تمرکز نمی‌کند، استفاده می‌شود. برخلاف مطالعاتی که پیامدهای بیماریِ خاص را بررسی می‌کنند، پژوهش‌هایی که از ارزیابی کارزها استفاده می‌کنند به طیف وسیع‌تری از اثرات سلامت، مانندِ مواردی که سطوح تأثیرِ کمتری دارند، حساس اند.  کارزها در مقیاس پیوسته اندازه‌گیری می شوند که فرآیند پژوهش را ساده‌تر می‌کند.
سیدنی کاتز مطالعه‌ای بر روی ۶۴ بیمار شکستگی لگن در یک دوره ۱۸ماهه انجام داد و داده‌های جامعی را در مورد درمان، پیشرفت و نتایجِ آنها جمع‌آوری کرد. تجزیه و تحلیلِ داده‌ها نشان داد که بیمارانی که مستقل‌ترین افراد تلقی می‌شدند، قادر به انجام طیف وسیعی از کارزها بودند چه در کارهای پیچیده‌تری مانند حمام‌کردن و چه در کارهای ساده‌تر مانند غذاخوردن. بر اساس این یافته‌ها، کاتز مقیاسی را برای ارزیابی ظرفیت زندگی بیماران ابداع کرد. این مقیاس نخستین بار در سال ۱۹۶۳ در مجله انجمن پزشکی آمریکا منتشر شد و از زمان انتشار بیش از ۱۰۰۰ بار مورد استناد قرار گرفته‌است. اگرچه این مقیاس معیار استاندارد شده‌ای از عملکرد روانی و زیست‌شناختی ارائه می‌دهد اما فرآیندش برای رسیدن به این فرض مورد انتقاد قرار گرفته است. به طور خاص، پورتر برای یک رویکرد پدیدارشناختی استدلال کرده است که:
کاتز و همکارانش  (۱۹۶۳) ادعایی کردند که مبنایی برای مفروضات هستی‌شناختی سنت پژوهشِ مارزها شد. در پیشنهاد ایشان مبنی بر اینکه «یک پسرفتِ منظم [در مهارت‌ها] به عنوان بخشی از فرآیندِ طبیعی پیری محسوب شود» (ص ۹۱۸)، یک تعمیمِ ضمنی از جامعهٔ آماریِ ایشان از افراد مسنِ با شکستگی لگن به همه افراد مسن وجود داشت.
پورتر بر ماهیت احتمالی بیماری‌محور کارزها (که در مورد مذکور از بیماران شکستگی لگن مشتق شده بود)، نیاز به تعریف عینیِ کارزها را تذکر داد و بر ارزش احتمالی افزودنِ اقدامات عملکردی اضافی هم تأکید کرد.
یک مرورِ نظام‌مند اثربخشی برنامه‌های طراحی‌شده برای آموزش فعالیت‌های مهارت‌های روزمره زندگی، به‌ویژه به افراد مبتلا به اسکیزوفرنی را بررسی می‌کند:
| در حال حاضر، شواهد خوبی وجود ندارند که بنمایانند برنامه‌های مهارت‌های کارز برای افراد مبتلا به بیماری‌های روانی مزمن مؤثر اند. داده‌های قوی‌تری در این رابطه مورد نیاز است.. | |                                             |             |
| \| خروجی \| یافته‌های نظری \| یافته‌های آماری \| کیفیت شواهد \| \| مهارت‌های زندگی – بدونِ تغییرِ چشمگیر \| مهارت‌های زندگی – بدونِ تغییرِ چشمگیر \| مهارت‌های زندگی – بدونِ تغییرِ چشمگیر \| مهارت‌های زندگی – بدونِ تغییرِ چشمگیر \| \| ----------------------------------------------------------------- \| ---------------------------------------------------------------------------------------------------------------------------------------------------------------------------------------------------------------------------------------------------------------------- \| ------------------------------------------- \| ---------------------------------- \| \| - در مهارت‌های فعالیت خانگی پیگیری: میانگین ۱۲ هفته \| برنامه‌های مهارت‌های زندگی ممکن است در مقایسه با مراقبت‌های استاندارد، خطر عدم بهبود عملکرد روزانه برای مهارت‌های فعالیت عمومی خانه را کاهش دهند اما در حال حاضر، نمی‌توان در مورد تفاوت بین این دو درمان و پشتیبانی از داده‌ها اطمینان داشت چراکه یافته‌ها بسیار محدود اند. \| بازهٔ خطا ۰/۲۴ (۰/۰۱ تا ۴/۷۲) \| خیلی پایین \| \| - در مهارت‌های لباسشویی پیگیری: میانگین ۱۲ هفته \| برنامه‌های مهارت‌های زندگی ممکن است در مقایسه با مراقبت‌های استاندارد، خطر عدم بهبود عملکرد روزانه برای مهارت‌های فعالیت‌های لباسشویی را کاهش دهند اما در حال حاضر، نمی‌توان در مورد تفاوت بین این دو درمان و پشتیبانی از داده‌ها اطمینان داشت چراکه یافته‌ها بسیار محدود اند. \| بازه خطا ۰/۱۴ (۰/۰۱ تا ۲/۳۸) \| خیلی پایین \| \| - در مهارت‌های خودمراقبتی پیگیری: میانگین ۱۲ هفته \| برنامه‌های مهارت‌های زندگی در مقایسه با مراقبت‌های استاندارد هیچ تفاوتی برای خودمراقبتی ندارند اما در حال حاضر نمی‌توان در مورد تفاوت بین این دو درمان اطمینان داشت چونکه این یافته‌ها بر داده‌هایی با کیفیت بسیار اندک محدود اند. \| بازه خطا ۱ (۰/۲۸ تا ۳/۵۴) \| خیلی پایین \| \| ترک تحصیلِ زودهنگام \| \| \| \| \| ترک تحصیل زودهنگام پیگیری: میانگین ۶ تا ۱۶ هفته \| برنامه مهارتهای زندگی در مقایسه با مراقبت‌های استاندارد، تفاوت واضحی با خطر ازدست‌دادن پیگیری ندارد. داده‌های پیرامون این موضوع هم ضعیف اند. \| بازه خطا ۱/۱۶ (۰/۰۴ تا ۳/۳۶) \| خیلی پایین \| \| بهداشت روانی \| \| \| \| \| میانگین امتیاز. (مقیاس سندرم مثبت و منفی) پیگیری: میانگین ۲۴ هفته \| افرادی که برنامه مهارت‌های زندگی دریافت می‌کنند، امتیازی برابر با افراد دریافت‌کننده مراقبت‌های استاندارد کسب کردند. یافته‌های محدودی داریم.* \| متقم ۰ (کمتر و بیشتر از ۳/۱۲) \| خیلی پایین \| \| کیفیت زندگی \| \| \| \| \| میانگین امتیاز (شاخص مقیاس کیفیت رفاه) پیگیری: میانگین ۲۴ هفته \| به طور متوسط، افرادی که برنامه مهارت‌های زندگی دریافت می‌کنند، ۰/۰۲ امتیاز کمتر از افرادی که با مراقبت‌های استاندارد درمان شده‌اند، کسب کردند. تفاوت واضحی بین گروه‌ها وجود نداشت و این یافته‌ها هم بر اساس داده‌هایی با کیفیت بسیار محدود اند.* \| متقم ۰/۰۲ کمتر (کمتر از ۰/۰۳ بیشتر از ۰/۰۷) \| خیلی پایین \| \| \| در حال حاضر معنای این نمرات در مراقبت‌های روزانه نامشخص است. \| \| \| | |                                             |             |
| خروجی | یافته‌های نظری | یافته‌های آماری                              | کیفیت شواهد |
| مهارت‌های زندگی – بدونِ تغییرِ چشمگیر | |                                             |             |
| - در مهارت‌های فعالیت خانگی پیگیری: میانگین ۱۲ هفته | برنامه‌های مهارت‌های زندگی ممکن است در مقایسه با مراقبت‌های استاندارد، خطر عدم بهبود عملکرد روزانه برای مهارت‌های فعالیت عمومی خانه را کاهش دهند اما در حال حاضر، نمی‌توان در مورد تفاوت بین این دو درمان و پشتیبانی از داده‌ها اطمینان داشت چراکه یافته‌ها بسیار محدود اند.  | بازهٔ خطا ۰/۲۴ (۰/۰۱ تا ۴/۷۲)                | خیلی پایین  |
| - در مهارت‌های لباسشویی پیگیری: میانگین ۱۲ هفته | برنامه‌های مهارت‌های زندگی ممکن است در مقایسه با مراقبت‌های استاندارد، خطر عدم بهبود عملکرد روزانه برای مهارت‌های فعالیت‌های لباسشویی را کاهش دهند اما در حال حاضر، نمی‌توان در مورد تفاوت بین این دو درمان و پشتیبانی از داده‌ها اطمینان داشت چراکه یافته‌ها بسیار محدود اند. | بازه خطا ۰/۱۴ (۰/۰۱ تا ۲/۳۸)                | خیلی پایین  |
| - در مهارت‌های خودمراقبتی پیگیری: میانگین ۱۲ هفته | برنامه‌های مهارت‌های زندگی در مقایسه با مراقبت‌های استاندارد هیچ تفاوتی برای خودمراقبتی ندارند اما در حال حاضر نمی‌توان در مورد تفاوت بین این دو درمان اطمینان داشت چونکه این یافته‌ها بر داده‌هایی با کیفیت بسیار اندک محدود اند.                                           | بازه خطا ۱ (۰/۲۸ تا ۳/۵۴)                   | خیلی پایین  |
| ترک تحصیلِ زودهنگام | |                                             |             |
| ترک تحصیل زودهنگام پیگیری: میانگین ۶ تا ۱۶ هفته | برنامه مهارتهای زندگی در مقایسه با مراقبت‌های استاندارد، تفاوت واضحی با خطر ازدست‌دادن پیگیری ندارد. داده‌های پیرامون این موضوع هم ضعیف اند. | بازه خطا ۱/۱۶ (۰/۰۴ تا ۳/۳۶)                | خیلی پایین  |
| بهداشت روانی | |                                             |             |
| میانگین امتیاز. (مقیاس سندرم مثبت و منفی) پیگیری: میانگین ۲۴ هفته | افرادی که برنامه مهارت‌های زندگی دریافت می‌کنند، امتیازی برابر با افراد دریافت‌کننده مراقبت‌های استاندارد کسب کردند. یافته‌های محدودی داریم.* | متقم ۰ (کمتر و بیشتر از ۳/۱۲)               | خیلی پایین  |
| کیفیت زندگی | |                                             |             |
| میانگین امتیاز (شاخص مقیاس کیفیت رفاه) پیگیری: میانگین ۲۴ هفته | به طور متوسط، افرادی که برنامه مهارت‌های زندگی دریافت می‌کنند، ۰/۰۲ امتیاز کمتر از افرادی که با مراقبت‌های استاندارد درمان شده‌اند، کسب کردند. تفاوت واضحی بین گروه‌ها وجود نداشت و این یافته‌ها هم بر اساس داده‌هایی با کیفیت بسیار محدود اند.*                              | متقم ۰/۰۲ کمتر (کمتر از ۰/۰۳ بیشتر از ۰/۰۷) | خیلی پایین  |
| | در حال حاضر معنای این نمرات در مراقبت‌های روزانه نامشخص است. |                                             |             |